# Papás por conveniencia
Papás por conveniencia je mexická telenovela produkovaná Rosy Ocampo pro společnost Televisa a vysílána stanicí Las Estrellas od 21. října 2024. V hlavních rolích hráli José Ron a Ariadne Díaz.

## Obsazení

### Hlavní
- Ariadne Díaz jako Aidé Mosqueda
- José Ron jako Constantino "Tino" Guevara
- Ferdinando Valencia jako Guzmán Muriel
- África Zavala jako Federica
- Daniela Luján jako Clara Luz Monroy
- Martín Ricca jako Rudolf
- María Chacón jako Alicia "Lichita" Chagoyan
- Miguel Martínez jako Chano Chamorro
- Horacio Pancheri jako Dámaso Rivera
- Lambda García jako Facundo Topete
- Sherlyn González jako Silvana del Valle
- Imanol Landeta jako Felipe
- Leticia Perdigón jako Bertha
- Ernesto Laguardia jako Jason
- Cecilia Gabriela jako Pura
- Adriana Fonseca jako Paulina
- María Perroni Garza jako Sofía "Chofis" Chamorro Chagoyán
- Joaquín Bondoni jako Sergio "Checo" Chamorro Chagoyán
- Jonathan Becerra jako El Calacas
- Victoria Viera jako Circe Guevara Mosqueda
- Emilio Beltrán jako Ulises Guevara Mosqueda
- Camila Núñez jako Scarlet Topete Mosqueda
- Tania Nicole jako Lila Guevara
- Juan Pablo Velasco jako Emiliano Guevara
- Constantino Alonso jako Pipe
- Mateo Saavedra jako Jesús "Chuchito" Chamorro Chagoyán
- Sandra Sánchez Cantú
- Lalo Zayas jako Augusto
- José Remis jako Igor
- Simone Mateos
- Ximena Tello
- Natalia Álvarez
- Iván Caraza
- Lukas Urkijo

### Opakující se a hostující
- Haydeé Navarra
- Ricardo Barona
- Andrés Giardello
- Odemaris Ruiz
- Yurem Rojas
- Naidelyn Navarrete
- Daniela Aedo
- Fabián Chávez